# Antonio Cámpolo
Antonio Cámpolo (7. februar 1897 – 22. maj 1959) var en uruguayansk fodboldspiller (angriber) og olympisk guldvinder med Uruguays landshold.
Han spillede mellem 1918 og 1929 21 kampe og scorede tre mål for det uruguayanske landshold. Han var med på holdet der vandt guld ved OL i 1928 i Amsterdam.
Cámpolo spillede på klubplan for Peñarol i hjemlandet.